# Lu Jui Chiung
Lu Jui Chiung, född 25 februari 1964, är en taiwanesisk bågskytt. Hon deltog vid olympiska sommarspelen 1984.